# 中國—阿塞拜疆關係
中国—阿塞拜疆关系，是指中国和阿塞拜疆（包括中华人民共和国和阿塞拜疆共和国）之间的双边关系。中华人民共和国是最先承认阿塞拜疆独立和与其建交的国家之一。中华人民共和国领导人习近平曾表示两国的友好合作关系正不断发展，两国“政治关系牢固、互信水平高、务实成果丰硕”，中方支持阿塞拜疆的主权、独立；同时阿塞拜疆表示“非常希望继续提升同中方的合作水平、拓宽合作领域”、“阿塞拜疆的大门永远对中国敞开”。

## 历史
中国和阿塞拜疆的交往可追溯至两千年前。东起长安的丝绸之路经阿塞拜疆通往欧洲，为发展东西方的文明交流发挥重要作用，12世纪的阿塞拜疆诗人曾创作有關中国的文学作品；元朝時，蒙古大军四处征战，中医术由此傳播至阿塞拜疆。

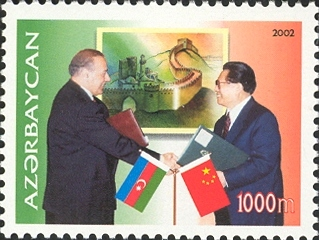
阿塞拜疆的纪念邮票，图为1994年3月阿塞拜疆总统盖达尔·阿利耶夫与中华人民共和国领导人江泽民签署了《中阿友好关系基础的联合声明》

苏联时期，中国与阿塞拜疆的关系是中苏关系的一部分。苏联阿塞拜疆国家歌舞团曾到中国进行为期2个月的访问演出，而苏联派出的阿塞拜疆族专家帮助中国建立石油工业，克拉玛依油田即是其中一例；1961年初，阿塞拜疆共产党中央委员会第一书记接见中苏友好协会代表团，双方並进行谈话。随着中苏交恶，中国与阿塞拜疆的关系陷入停顿。
苏联解体后，阿塞拜疆独立。两国於1992年4月2日建交，中方同年8月设立中国驻阿塞拜疆大使馆。1994年3月7日至10日，阿塞拜疆总统盖达尔·阿利耶夫访华，双方签署了《中阿友好关系基础的联合声明》等八个文件，期间阿利耶夫总统和中共中央总书记、中国国家主席江泽民和中国国务院总理李鹏进行了会谈，就双边政治经贸关系、纳卡冲突及其他重大的国际问题交换了意见。

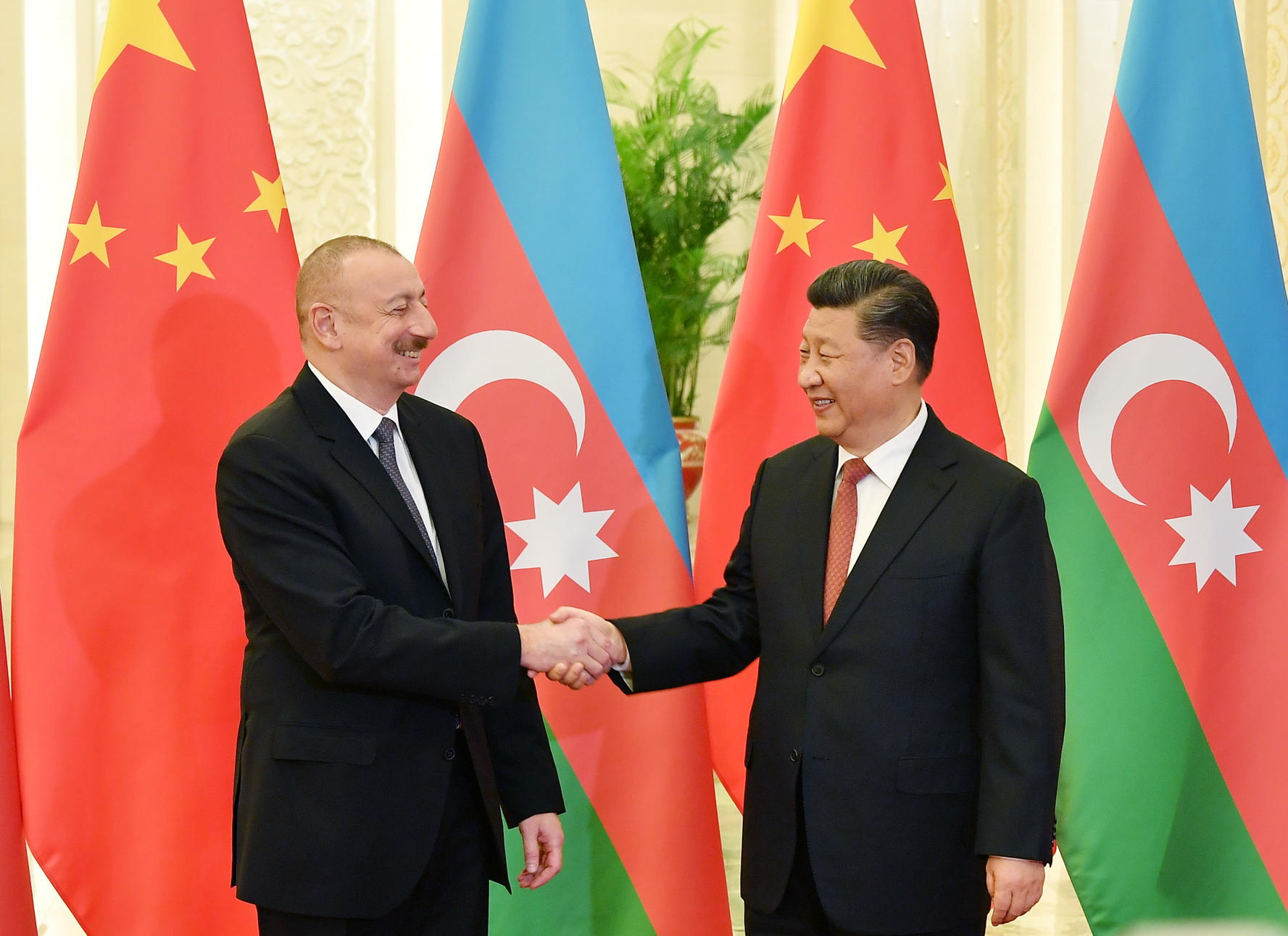
2019年4月，阿塞拜疆总统伊利哈姆·阿利耶夫访问中国，与中华人民共和国领导人习近平会面

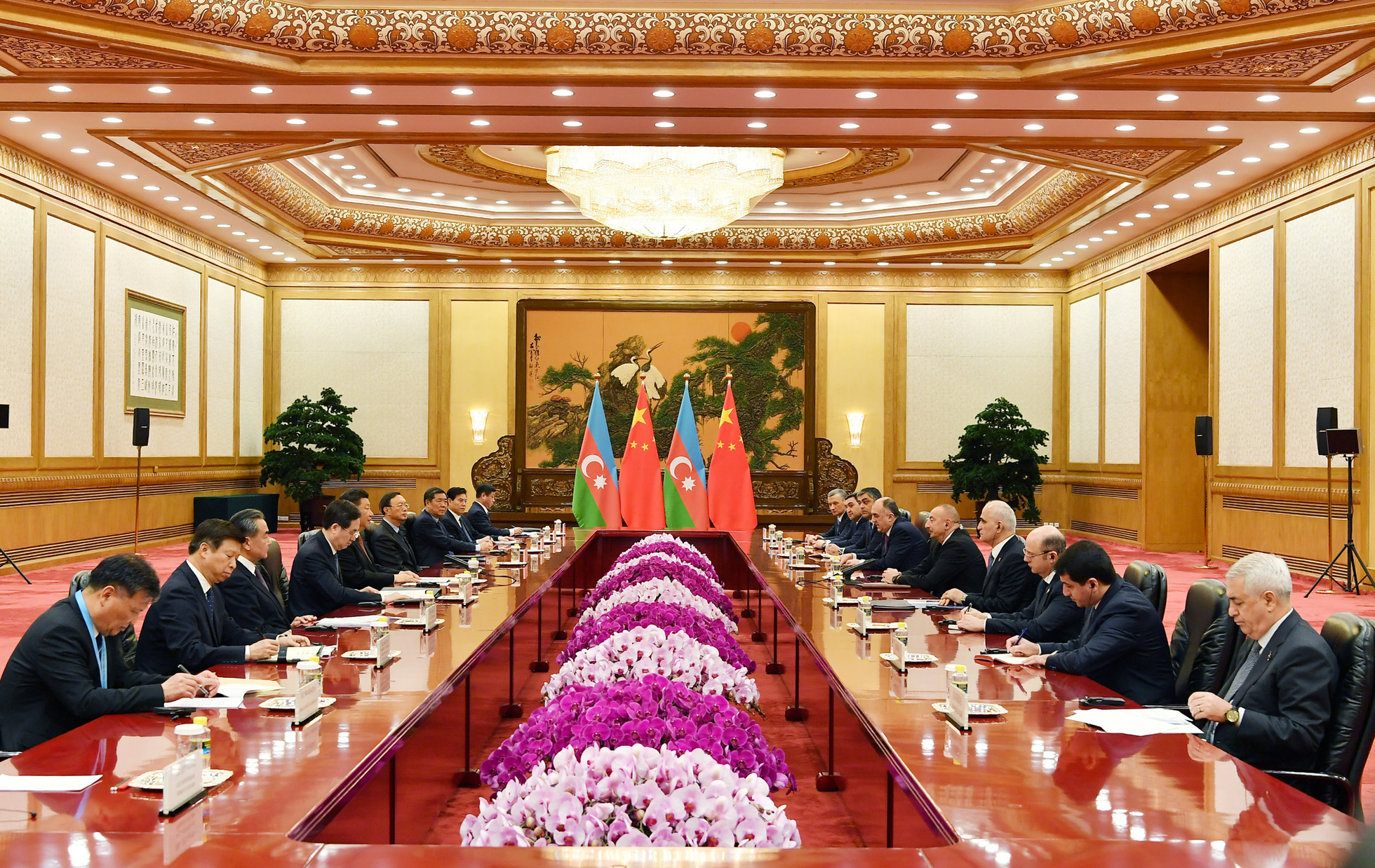
2019年4月24日，阿塞拜疆总统伊利哈姆·阿利耶夫访问中国，与中华人民共和国领导人习近平在人民大会堂举行会谈

2005年3月，阿塞拜疆总统伊利哈姆·阿利耶夫对中国进行国事访问。2008年8月，阿利耶夫总统来华出席北京奥运会开幕式。2014年5月，阿利耶夫抵达中国出席亚洲相互协作与信任措施会议第四次峰会，并于5月20日与习近平会谈，双方高度评价对方在国际地区关系秩序和经济发展方面做出的贡献。2015年12月，阿利耶夫总统再次对华进行国事访问。双方共同签署《中阿关于进一步发展和深化友好合作关系的联合声明》，共同见证了《中阿关于共同推进丝绸之路经济带建设的谅解备忘录》及经贸、司法、民航、教育、交通、能源等领域双边合作文件的签署。2016年5月，习近平特使、中共中央政治局委员、中央政法委书记孟建柱访阿塞拜疆。同年6月2日，中共中央政治局常委、国务院副总理张高丽访阿塞拜疆，在巴库会见阿塞拜疆总统阿利耶夫。2018年6月，阿塞拜疆国民议会主席阿萨多夫访华。2019年5月，中国国务委员兼外交部长王毅访问阿塞拜疆。9月，全国人大常委会委员长栗战书访阿。10月，阿副总理阿布塔雷博夫来华出席2019年北京世园会闭幕式。
2019年4月24日，阿塞拜疆总统伊利哈姆·阿利耶夫访问中国，参加第二届“一带一路”国际合作高峰论坛，中共中央总书记、中国国家主席习近平同日在人民大会堂会见阿利耶夫总统。
2022年4月2日，中阿建交30周年两国领导人互致贺电。2024年7月，两国建立战略伙伴关系。2025年4月23日，中國和阿塞拜疆建立全面战略伙伴关系。

## 经贸关系
自中阿两国建交以来，1994年，双方签署了《中华人民共和国政府和阿塞拜疆共和国政府关于鼓励和相互保护投资的协定》。1999年，双方成立中阿政府间经济贸易合作委员会，作为中阿双边合作机制，同年举行第一次会议。在2000年之后，两国的双边贸易额迅速增长，在2000年至2003年的增长速度达100至200%，两国於2006年的双边贸易额為3.68亿美元。2005年，双方签署《中华人民共和国政府和阿塞拜疆共和国政府经济贸易合作协定》、《中华人民共和国信息产业部与阿塞拜疆共和国通信与信息技术部合作谅解备忘录》、《中华人民共和国政府和阿塞拜疆共和国政府关于对所得避免双重征税和防止偷漏税的协定》、《中华人民共和国政府和阿塞拜疆共和国政府关于海关事务的互助协定》等文件。截至2011年，中国是阿塞拜疆第12大贸易合作伙伴，中国商品随处可见於阿塞拜疆的市场，中国生产的日用品亦成為居民的首选。2015年12月伊利哈姆·阿利耶夫访华，中华人民共和国领导人习近平同伊利哈姆·阿利耶夫总统举行会谈，两国元首共同签署《中阿关于进一步发展和深化友好合作关系的联合声明》，共同见证了《中阿关于共同推进丝绸之路经济带建设的谅解备忘录》及经贸、司法、民航、教育、交通、能源等领域双边合作文件的签署。
中国的石油企业自2002年来在阿塞拜疆拥有2个开发权益项目，亦有中国企业在阿塞拜疆从事石油开采钻探服务，业务量不断增长，但两国在油气领域的合作较小；中国电工设备总公司在阿塞拜疆承包了一些工程项目，截至2007年底，通过招标在阿塞拜疆承包工程的中国公司签约合同金额累计有约5亿美元。亦有华人在阿塞拜疆經營企业，包括餐饮业、保健品营销等；2004年至2011年中，阿塞拜疆有40家中国企业注册成立，中国亦有16家阿塞拜疆的公司。
2020年，受第二次纳卡战争和COVID-19疫情冲击，中阿双边贸易额达18.47亿美元，下降15.4%，减少3.37亿美元。其中，阿进口14.14亿美元；出口4.33亿美元。报告期内，中国为阿塞拜疆第四大贸易伙伴（占阿塞拜疆贸易额的7.6%）、第三大进口来源国（占阿塞拜疆进口总额的13.2%）和第九大出口目的国（占出口总额的3.2%）。

## 文化关系

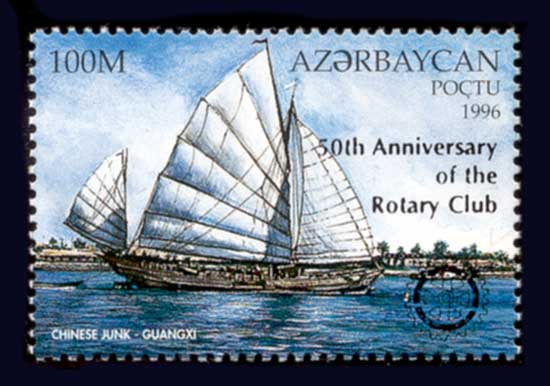
阿塞拜疆郵票（中國帆船）

阿塞拜疆在巴库国立大学设有孔子学院，由安徽大學和巴庫國立大學共建，阿塞拜疆公民可以在此学习汉语和中国传统习俗；2004年起，中国向阿塞拜疆留学生发派奖学金。同年，中国的艺术体操代表队和拳击代表队到阿塞拜疆参与赛事，阿塞拜疆的代表队也在中国参加国际比赛和艺术节。2011年5月24日，中国举办“阿塞拜疆文化日”活动，开幕式在中国国家博物馆举行，文化部副部长赵少华出席了开幕式，并会见了阿塞拜疆文化部长加拉耶夫一行。2012年12月11日晚，阿塞拜疆“中国文化日”开幕式在阿塞拜疆国家话剧院举行。
为纪念两国建交20周年，两国政府曾发行纪念币和邮票。两国的通信社（如阿塞拜疆国家通讯社和新华社）之间保持着合作关系；阿塞拜疆也不断开拓在中国的航空旅游市场，如阿塞拜疆航空开通的北京航线即為其第一条开通长航线，巴库到伊斯坦布尔的航班亦成為部分中国旅客前往土耳其的选择。2018年3月18日晚，由国家大剧院与阿塞拜疆共和国驻华使馆联合举办了“阿塞拜疆之夜”，邀请阿塞拜疆艺术家表演了阿塞拜疆传统音乐“木卡姆”，以及阿塞拜疆民族歌剧选段。

## 军事关系

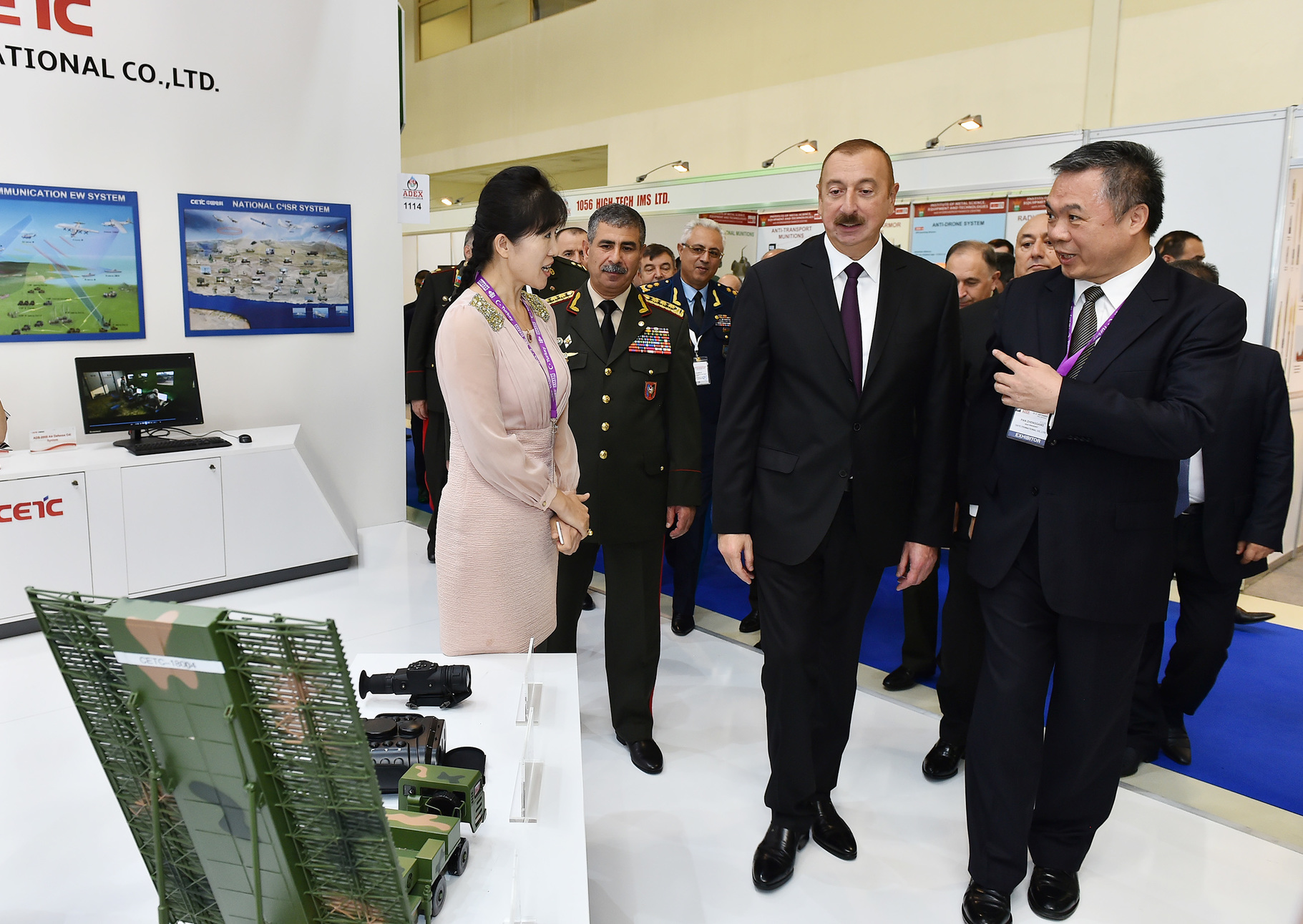
阿塞拜疆总统阿利耶夫参观第三届阿塞拜疆国际防务展览会（ADEX 2018）上的中国电子科技集团展台

2005年，阿塞拜疆退伍军人协会主席等人应邀出席北京的中国人民抗日战争暨世界反法西斯战争胜利60周年重要纪念活动。2007年和2008年，两国在军事领域的交往活跃，阿塞拜疆武装部队总参谋长纳季梅金·萨德科夫上将曾访华，而中华人民共和国国防部外事办公室副主任丁进攻少将也曾会见阿塞拜疆国防部部长萨法尔·阿比耶夫上将。
2011年，两国签署国际协定书，中方向阿塞拜疆提供600万元的无偿军事援助；2013年1月，阿塞拜疆国防部与中国国防部签署协议，中方再向阿塞拜疆300万元军事援助。2014年7月，阿塞拜疆语言大学中文和文化中心组织举行两国军事外交的研讨会，以纪念两国武装力量的创建，期间中国驻阿塞拜疆大使馆武官刘洪讲讲述了中华人民共和国军事概况。阿塞拜疆与中国的军购订单也循序渐进。

## 医疗合作
随着COVID-19疫情在全球蔓延，中国和阿塞拜疆展开医疗合作。2021年1月16日，阿塞拜疆总统助理莫夫苏莫夫宣布，首批中国科兴公司生产的新冠疫苗（400万剂科兴新冠疫苗）已运抵阿塞拜疆。1月18日，阿塞拜疆开始为民众接种这一疫苗，阿卫生部长奥格塔伊·希莱里耶夫率先接种了中国科兴新冠疫苗。2月1日，阿塞拜疆开始第二阶段大规模接种中国新冠疫苗。3月21日，两国签署了新的疫苗采购合作，中国提供500万支疫苗给阿塞拜疆。4月1日，一批科兴疫苗运抵阿塞拜疆巴库，阿外交部副部长哈桑诺夫、卫生部副部长加西莫夫、中国驻阿塞拜疆大使郭敏等到机场迎接。

## 签证
2024年7月20日阿塞拜疆对中国试行限时单方面免签1年。2025年4月23日，两国签署普通护照互免签证协定，2025年7月16日起生效，协定规定单次入境停留不超过30日，每180日累计停留不超过90日。

## 外部連結
- 中华人民共和国驻阿塞拜疆共和国大使馆官方網站（简体中文）（英文）（俄文）
  - 中华人民共和国驻阿塞拜疆共和国大使馆经济商务处官方网站（简体中文）
- 阿塞拜疆驻华大使馆官方網站（简体中文）（英文）（俄文）